# 女性漫画
女性漫画（じょせいまんが）は、日本における漫画のジャンルのひとつで、元々は20代以上の成人女性を読者対象として想定していた物である。かつて「レディースコミック」とも呼ばれていたが、現在では異なる概念である（後述）。
なお女性漫画のうち若者向けで、18歳から40歳前後の学生・社会人女性の恋愛や生活などを描くものは、ガールズ・コミックやヤング・レディースを参照。
女性漫画の読者年齢は年々上がっており、例えば2020年時点における読者層は、『BE・LOVE』では41歳以上が70%以上を、『オフィスユー』では40歳以上が80%以上を占めている。読者世代に焦点を合わせた『50代からの私たち』『60代を迎える私たち』のような漫画雑誌も登場している（シニア漫画も参照）。

## 概要
少女漫画より派生して生まれたため、少女漫画の表現技法やコンテキストを踏襲しているが、近年は青年漫画出身の作家や同人活動を経てデビューする作家の増加により、むしろ青年漫画に近い表現手法を採用した作品も多くなっている。家庭・育児・介護、女性同士の友情、職業、歴史、医療、ミステリー、恋愛（不倫を含む）などが定番のテーマである。
かつて少女向け作品を描いていた漫画家が、少女漫画家としての知名度を生かしつつ活躍している。少女漫画家の経験を経ずに女性漫画雑誌でデビューしたり、青年漫画と女性漫画の双方を手がける作家も多い。近年の女性漫画誌にはストーリー漫画の他にエッセイ漫画も多く掲載されている。
また、一部の女性漫画誌は編集プロダクションに編集を委託している。

## 歴史
最初の女性漫画誌は1972年に双葉社から発行された『パピヨン』である。時期尚早であったのか、商業的には失敗した。
次いで1975年に講談社から『mimi』が創刊。現代の区分でいうとヤング・レディース誌にあたるが、少女漫画世代より年長の読者に漫画が受け入れられる下地を作った。
1980年には集英社より『YOU』が、講談社から『BE・LOVE』（創刊当初の誌名は『BE in LOVE』）が、女性向け総合情報誌から派生する形で創刊。この二誌は現在でもジャンルを代表する老舗である。
1981年にはビッグコミックの増刊として小学館から『ビッグコミックフォアレディ』が発行された。
1980年代後半になるとジャンルとして定着する。少女漫画を読んで育った少女たちの成長に伴う需要の変化という面もあるが、むしろ1970年代以前にデビューした少女漫画家が高齢化していき、少女漫画雑誌からはじき出されたベテラン作家の受け皿を作りたいという供給側の事情もあった。大手出版社からはヤング向け、OL向けに特化したものなど複数の雑誌が発行され、またこれまで少女漫画はもとより漫画雑誌自体発行していなかった出版社までもが参入、またこの頃性描写を主眼とした雑誌も多く創刊された。空前のレディコミブームはバブル経済の崩壊により終焉、多くは淘汰された。
現在は恋愛、仕事などさまざまな題材を扱う大手発行誌、それぞれのジャンルに特化しニッチ需要を担う中小出版社発行誌と住み分けがみられる。
コミックスはかつては青年漫画と同じB6版で出版されたが、2000年代からは新書版で発行されることが多い。また、中小出版社ではコミックスを経ずに文庫化されることもあるが、多くは雑誌掲載されるのみで「描き捨て」と卑下されることもある。

## 名称をめぐる混乱
女性漫画雑誌はジャンル黎明期には漫画家のイラストではなく人物写真（白人女性がモデルであることが多い）が用いられ、表紙には「Lady's comic」「for Ladies」といったキャッチコピーが書かれたが、女性向成人漫画雑誌も同じ体裁が用いられたため、特に区別されることも無く両者おなじくレディースコミックと呼ばれた。その後女性漫画雑誌は漫画家イラストの表紙、女性向け成人漫画誌は人物写真の表紙と傾向が分かれたが、女性向け成人漫画が「女性による女性のための（しばしば過激な）ポルノ」としてマスコミなどの注目を集め、マスコミなどにより「レディースコミックといえば性描写」とも言われるようになった。両者は現在まったく別のジャンルとして確立しているが、女性漫画と女性向け成人漫画を総称してレディコミと呼ぶ者、女性向け成人漫画のみを指してレディコミと呼ぶ者、もとより両者の区別がついていない者などいまだに混乱が見られる。

## 主な女性漫画雑誌
- BE in LOVE→BE・LOVE（講談社、1980年-）
- May→May familiar→ねこぱんち（少年画報社、1984年-[4][5][6]、2016年より不定期刊）
- Eleganceイブ（秋田書店、1984年[7]-）
- オフィスユー（創美社→集英社クリエイティブ発行、集英社発売、1985年[8]-）
- Jour→jourすてきな主婦たち→JOUR（双葉社、1985年[9]-）
- Eve special for Mrs.→フォアミセス（秋田書店、1986年[10][11]-）
- Lady's Comic Sakura→Sakura→サクラ愛の物語（カノン・クリエイティブ編集、スコラ→あおば出版→メディアックス発行・発売、1989年-[12][13][14]）
- Sakura mystery→サクラミステリー→ミステリーサラ（スコラ→あおば出版→グリーンアロー出版社→Bbmfマガジン→青泉社、1989年-[15][16][17]）
- まんがグリム童話（ぶんか社、2001年[18]-）
- 15の愛情物語 (メディアックス、2012年[19]-)
- 看護師ものがたり (メディアックス、2016年[20]-）
- 50代からの私たち（メディアックス、2016年[21]-）
- ドラマチック愛と涙（メディアックス、20??年[22]-）
- 60代を迎える私たち（メディアックス、20??年-）

### 休廃刊
- Lady's Comic YOU→YOU（集英社、1982年-2018年[23]）
- 幸せな結婚（宙出版、1999年-2014年[24]）
- Silky（白泉社、1985年-2013年[25]）※Web化
- デジール→デジールSP（秋田書店、1985年-2009年[26][27]）
- Judy（小学館、1983年-2008年[28]）
- MAY（少年画報社、1984年-2006年[4]）
- FEEL（祥伝社、1986年-1994年[29])
- Me（講談社、1984年-1994年[30]）
- ビッグコミックフォアレディ (小学館、1981年-1990年[31])

## 主な漫画家
- いがらしゆみこ
- 入江紀子
- 伊万里すみ子
- 上原きみ子
- 大谷博子
- 岡崎優
- 甲斐さゆみ
- 河あきら
- 河村恵利
- 現代洋子
- 酒井美羽
- 佐伯かよの
- 庄司陽子
- 高口里純
- 田島みるく
- 津雲むつみ
- 浜田翔子
- 深見じゅん
- 星崎真紀
- 星野めみ
- 牧美也子
- 槇村さとる
- 陸奥A子
- 森脇真末味
- もんでんあきこ

## 主な編集プロダクション
- 大沢企画（笠倉出版社・セブン新社・ぶんか社）
- カノン・クリエイティブ（宙出版・ぶんか社・メディアックス）